# Mugadalbetta, Pavagada
Mugadalbetta là một làng thuộc tehsil Pavagada, huyện Tumkur, bang Karnataka, Ấn Độ.